# Lektor (církev)

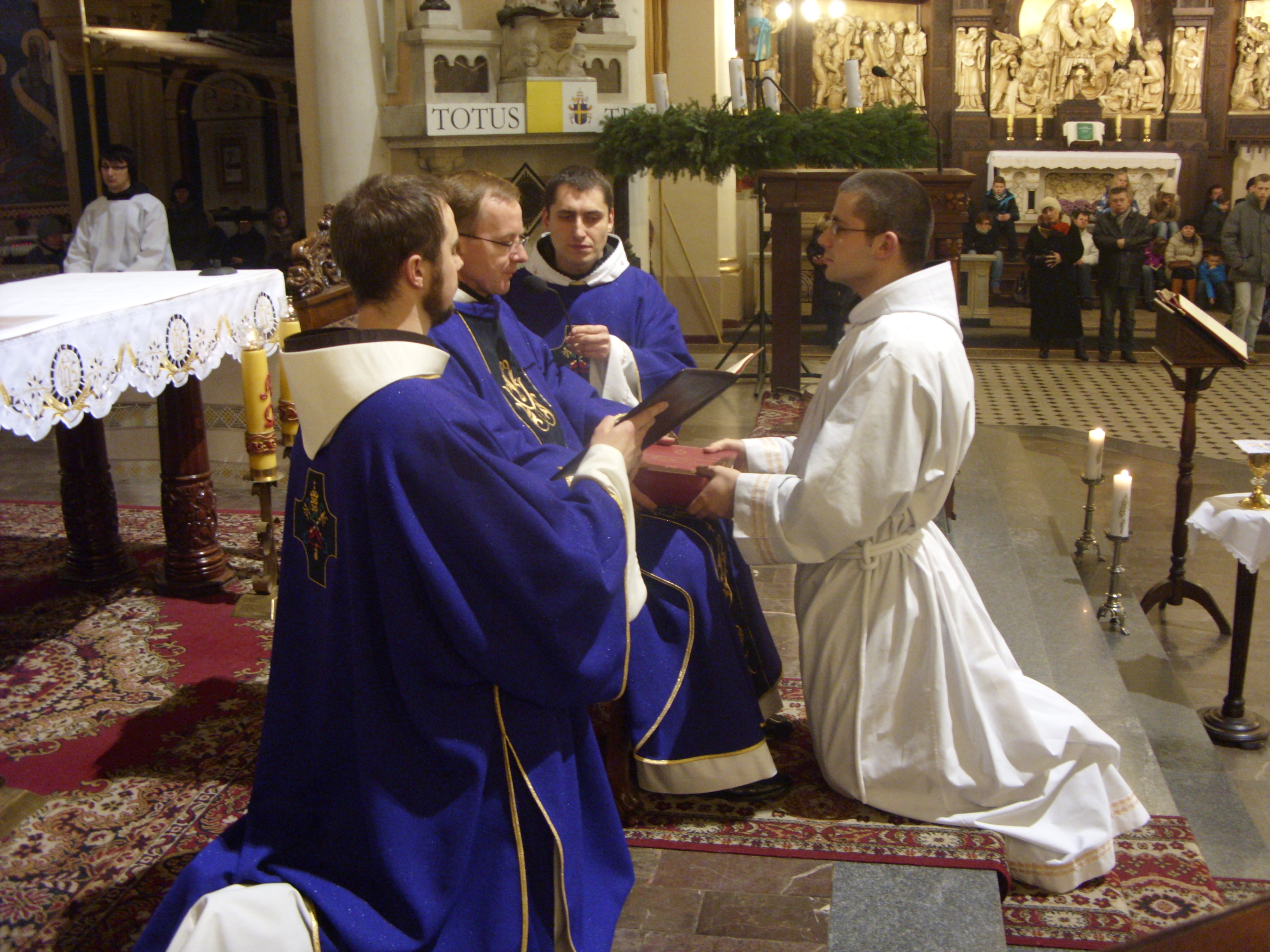
Římskokatolické pověřování službou lektorátu v polských Katovicích (2012)

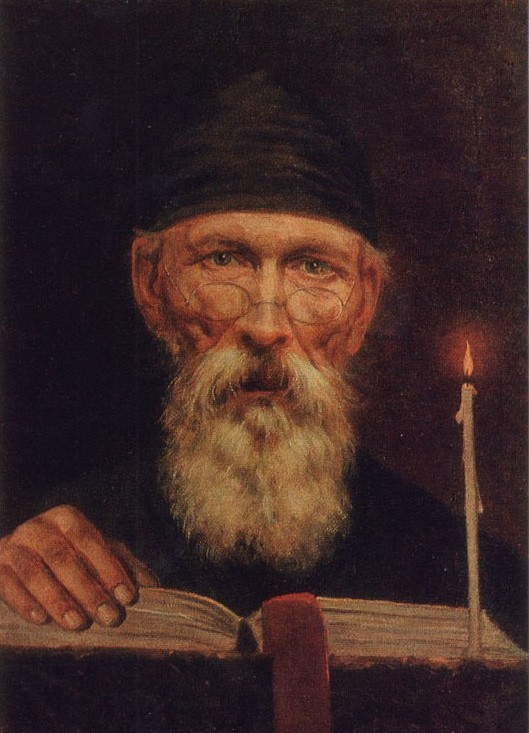
Pravoslavný lektor (1878)

Lektor (z latinského lector – čtenář, předčítající) v křesťanské liturgii je osoba pověřená úkolem předčítat čtení z Písma svatého.

## Katolické pojetí
V katolicismu je termín používán ve dvou významech: buďto je to osoba pověřená předčítáním čtení (vyjma evangelia, které čte osoba s minimálně jáhenským svěcením) při konkrétní liturgii, anebo věřící obecně pověřený předčítáním bez ohledu na to, zda právě předčítá či ne – tedy tzv. služba. Tuto službu mohli dříve vykonávat pouze muži (a to i ženatí); od roku 2021 mohou uvedenou službu vykonávat i ženy (dříve ženy mohly při mši svaté předčítat, ale nemohly být pověřeny službou). Lektorát se vyvinul v době rané církve, kdy většina lidí neuměla číst, a tak zde byla potřeba čtenáře či předčítajícího, který četl z Písma. Do roku 1973 v římskokatolické církvi existoval lektorát jakožto druhé nejnižší svěcení, které bylo jedním z předstupňů kněžství. Lektorské svěcení zrušil papež Pavel VI. svým apoštolským listem Ministeria quaedam z roku 1972, který nabyl účinnosti 1. ledna 1973. Spolu s lektorátem byla zrušena i ostatní nižší svěcení a staly se z nich služby, kterými jsou pověřování především kandidáti jáhenského svěcení.

## Pravoslavné pojetí
V církvích ritu východního existuje svěcení lektorské dodnes – v pravoslavné (a řeckokatolické) církvi se církevní slovanštinou nazývá чтец [čtěc], nebo také žalmista a je druhým nejvyšším z nižších svěcení.

## Anglikánské pojetí
V anglikánské církvi existuje, podobně jako v pravoslavných církvích, dodnes lektorské svěcení, nejedná se však o svěcení v takovém slova smyslu, jako v případě pravoslavných církví. Od roku 1886 je úřad lektora jiný; kandidát na přijetí lektorátu navštěvuje tři roky teologické vzdělání formou večerní školy (praxe ve Spojeném království) a následně může být uveden do úřadu lektora. Není ale řazen mezi duchovní, zůstává stále laikem. Může však kázat a pomáhat například s pohřby. Nosí nejčastěji modrý tippet a chórový oděv.